# Toncoin
Toncoin (abr.: TON; también llamada solamente como Ton; anteriormente conocida como Gram o Telegram Coin) es una criptomoneda creada originalmente por los hermanos Pável y Nikolái Durov que forma parte de TON Payments, servicio del descontinuado Telegram Open Network el cual fue liberado bajo código abierto y renombrado como The Open Network. Al igual que TON, su sistema de intercambio monetario estuvo basado parcialmente en Ethereum y sirve como billetera para el servicio de mensajería Telegram, sin integrarse al mismo.
En 2018 la empresa consiguió recaudar 1.7 mil millones de dólares, considerándola como la recaudación más alta en la historia de las cadenas de bloques por unos meses. Se estimó su anuncio oficial junto a la liberación de la red principal a finales de octubre de 2019. Sin embargo, en enero de 2020 la organización que lo creó confirmó su etapa de desarrollo sin establecer una fecha definitiva de lanzamiento.
Para evitar problemas legales, en mayo de 2020 la criptomoneda deja de desarrollarse y que su equipo no participará en proyectos derivados. El responsable en documentación TON Labs que participó en la criptomoneda se enfocó en el lanzamiento de su propia criptomoneda derivada llamada Crystal, disponible en Free TON. No obstante, tras el cambio de denominación a The Open Network por un nuevo equipo denominado Ton Society que opera dicha plataforma, en 2021 se opera bajo el nombre de Toncoin. En junio de 2022, Telegram superó los 700 millones de usuarios activos mensuales. Ese mismo mes se introdujo Telegram Premium, una suscripción opcional de pago con varias funciones adicionales.

## Historia
Previamente, Pável Dúrov implementó un sistema de pagos dentro de la red social VK, idea que fue rechazada por presiones internas. Años después se creó Telegram, en la que el fundador invierte un millón de dólares de sus ahorros personales, de acuerdo a Fortune en 2016, para el mantenimiento mensual. Con ella, se elaboró su sistema de pago electrónico dentro de la aplicación de mensajería, anunciada a principios de 2017 y que se emplea en las ventas en línea via bots. Una de las propuestas para sustentar los gastos del servicio es la comisión por la venta de aplicaciones o juegos dentro del servicio. Para 2019, en su canal de Telegram, Dúrov mencionó a ese año como "lo más importante en la historia" sin indicar cuál.
Según un informe sobre el asesor de inversión a cargo de TON, John Hyman, detalla que Dúrov conoció a socios estratégicos, uno de ellos es Kleiner Perkins, por recomendación de su amigo Jared Leto, y que se conocieron personalmente en Londres el 9 de enero de 2018. A finales de 2017 varios medios como TechCrunch y Forbes consiguieron un libro blanco filtrado de 132 páginas sobre una posible creación de Telegram Open Network (TON). Una de las propuestas es en la creación de TON Payments para facilitar los pagos sin intervención de terceros. La filtración daba como lanzamiento a inicios de 2019.
Para su recaudación se crearon empresas como Telegram Group Inc y TON Issuer Inc. En abril de 2018, CoinDesk y RBC reportaron que se realizaron inversiones privadas sin inconvenientes mayores. Por requerimiento legal los inversores no formaron parte de la lista de países vetados por Estados Unidos y Reino Unido. Sin embargo, la organización no anunciará públicamente para evitar asumir otras responsabilidades de las organizaciones reguladoras. Ese comunicado fue recogido por The Wall Street Journal, que datan de mayo de 2018, y señala en enfocarse principalmente en los servicios financieros, tipo Visa o MasterCard.
En enero de 2019 The Bell confirmó que TON entró en una etapa de pruebas (Testnet) y no llegará a la Mainnet o red principal hasta terminar su desarrollo. Mientras tanto, en abril del mismo año se realizó la prueba privada de la criptomoneda entre expertos y socios cercanos. Algunos testigos señalaron a Vedomosti en mayo de ese año "que la velocidad de las transacciones es muy rápida". A finales de septiembre de 2019 se liberó el sitio web de pruebas test.ton.org. Además de conseguir grams falsos para los clientes de billeteras para dispositivos móviles.

### Rondas de inversores
Según el informe de la Comisión de Bolsa y Valores (SEC) recopilada por Bloomberg y Financial Times, la primera recaudación obtuvo $850 millones de 81 inversores, la unidad de Gram equivalía a $0.38. La siguiente fue de 850 millones de 94 inversionistas con la unidad equivalente a $1.33. CNBC consideró como la recaudación más alta en la historia de las cadenas de bloques entre abril y mayo de 2018, siendo superado por Block.one con $ 4 mil millones al mes siguiente.
La prensa consiguió paulatinamente información de sus participantes en documentos de la SEC. Los primeros mencionados son la empresa china The9, que adquirió 5.297 millones de tokens a 2.000 millones de dólares, y las firmas capitalistas de Silicon Valley. En abril de 2018 los inversores de tecnología Sergéi Solonin y David Yakobashvili reconocieron públicamente que invirtieron $17 millones y $10 millones en este proyecto. En diciembre de 2019 The Bell y Forbes añaden a la lista de involucrados a Michael Kors, Matt Mullenweg, el "club de fans de Dúrov", entre otros. En febrero de 2020 Coindesk reveló otros nombres rusos como el exministro Mijaíl Abyzov, el político Roman Abramovic y el empresario David Yakobashvili.
De acuerdo a Forbes, para enero de 2019 se invirtió más de 500 millones de dólares en el desarrollo de TON más 100 millones en la aplicación Telegram.
Los inversionistas firmaron un contrato, en que The New York Times tuvo acceso en agosto de 2019, para que el sistema debe estrenarse antes del 31 de octubre de este año, o deberá devolver el dinero a los inversores. El contrato también prohíbe la venta de tokens antes de su anuncio oficial. El 24 de octubre de 2019 Forbes y RBC confirmaron que los inversionistas acordaron aplazar el límite a 6 meses, que evita un posible reembolso. Según el especialista Yakov Barinsky señala que los involucrados tendrán la posibilidad de retornar el 72% de sus inversiones si la plataforma no se estrena en abril de 2020.

### Demanda de la SEC y prórroga
En octubre de 2019 la SEC anunció medidas de emergencia para detener el lanzamiento de Gram debido a las irregularidades en su registro de ingresos. La audiencia contra Telegram Group Inc. se realizó en Nueva York entre el 18 y 19 de febrero de 2020. Antes de ello, Dúrov tuvo que testificar el balance de la inversión económica en Dubái para enero de ese año. Forbes confirmó que la audiencia de 18 horas se realizó en la sede de Hadef & Partners dentro del Burj Khalifa. También testificó John Hyman, entonces retirado de la empresa TON, el 4 de febrero acerca de la venta de tokens.
También se propuso al juez encargado Kevin Castel levantar el secreto bancario, pero fue desestimado días después tras una apelación de los abogados de Telegram. Sin embargo, el 12 de enero de 2020 la SEC presentó otra demanda en que públicamente la inversora de TON Da Vinci Capital vendió Gram sin cumplir los reglamentos establecidos en la venta de bienes económicos (Regulation D). Para impedir situaciones similares, un colectivo de inversionistas representado por Jevgeni Krasnov anunció a la corte que no se publiquen información personal durante el juicio.
El 20 de febrero de 2020 el Tribunal de Nueva York extendió la prohibición del lanzamiento de la criptomoneda indefinidamente por problemas en el trato de tokens como valores reales. El 23 de marzo el tribunal impidió preliminarmente la comercialización de Gram al pasar la prueba de Howie. Dicho impedimento motivó a la SEC a demandar a otras casas de valor por vender valores no registrados de criptodivisas. Tras la decisión de SEC, el lanzamiento de la Gram generó incertidumbre a algunos inversionistas estadounidense por considerar como "cómplices", según un comentario para The Bell bajo anonimato.

### Cancelación de TON y relanzamiento
El 30 de abril de 2020 Dúrov envío una propuesta en privado a los inversores de extender su participación por un año más. En compensación de devolver el 72%, los inversores tendrán derecho de reclamar el 110% del gasto en acciones si TON no se estrena en abril de 2021. En consecuencia, se buscaron acuerdos para mantener el avance del proyecto y devolver el dinero a determinados financiadores, específicamente a quienes viven en Estados Unidos. El 7 de mayo de 2020 tras la liberación de Free TON, un análogo de la red bajo una licencia libre, se anunció una criptomoneda derivada llamada Crystal que no está relacionada con los fondos ni el financiamiento de la oficial. No obstante, el nuevo equipo que posee los derechos de la plataforma relanzó en 2021 Toncoin, bajo la plataforma The Open Network, que fue integrado en un bot billetera para la aplicación de mensajería en mayo de 2022.
El 18 de mayo de 2020 Dúrov anunció la cancelación de TON y Gram. Además, acusó a las autoridades por relacionar este proyecto como "mina de oro". En la nota Dúrov animó desarrollar proyectos de desentralización a la comunidad. Sergéi Solonin, del Grupo Qiwi y uno de los inversores en pie, anunció que él y otros socios realizarán préstamos a Telegram para otros proyectos por un año. Sin embargo, Vladimir Smerkis anunció medidas legales debido a una situación de fraude. El 26 de julio de 2020 los inversionistas consiguieron el acuerdo al devolver más de 1200 millones de dólares además de pagar la multa de 18.5 millones a la SEC.

## Características
El envío de grams estaría a cargo por la sucursal TON Reserve. En caso de que la empresa se declare en bancarrota sería transferida por otra.
Según RBC (Rusia) y TechCrunch (EUA), como parte de TON se emplearía la cadena de bloques multinivel. Casi la mitad de los cinco mil millones de tokens o grams, el total final, serán distribuidos y no minados a través de validadores. Las transacciones se verificarán en uno de los nodos TON. Además que las decisiones serán establecidas dentro de la cadena de bloques sin garantía de una correcta transacción financiera. Uno de los canales oficiales de concurso de Telegram en 2019 señala que recibe soporte para contratos inteligentes y database sharding.
El gram inicial tiene un valor establecido de $0.10 (diez centavos de dólar estadounidense), los siguientes tokens valdrán la milmillonésima parte adicional de su valor original. Matemáticamente se representa como: {\displaystyle P_{n}=0.1\centerdot (1+10^{-9})^{n}}, siendo {\displaystyle n} la cantidad de tokens enviados.
Los términos de servicio para Telegram, actualizado a octubre de 2019, indican que el usuario debe tener la mayoría de edad para usarlo. La sede legal para operar está en Reino Unido y debe cumplir las leyes de ese país para crear billeteras y vincular con la cuenta de la aplicación de mensajería. Además, advierte que la organización Telegram no participará en las comisiones de los validadores ni el pago de impuestos.

## Oferta inicial de monedas
Desde su anuncio extraoficial, hubo casos de especulación al intentar crear sitios para intercambiar la moneda o conseguir participaciones de la oferta inicial de monedas (Initial Coin Offering) sobre Gram. Algunos de ellos con la intención de estafar, un reportaje de Forbes (diciembre de 2019) recogió una denuncia colectiva a un asesor ruso por invertir más de 15 millones de dólares en la criptomoneda. Para evitar indicios de compraventa informal, después de la recaudación en 2018, la criptomoneda no está disponible al público general. Dúrov pidió a los usuarios de Twitter que informen cualquier intento de fraude con servicios no autorizados hasta su anuncio oficial.
En julio de 2019 TNW reportó que uno de las supuestas empresas cercanas, Gram Asia, anunció a nivel global la preventa de tokens en Liquid.com. Sin embargo, este caso no ha sido acreditado por el equipo oficial. El CEO de Liquid reconoció, en una entrevista para Cointelegraph, como "natural" la apuesta de venta y las conspiraciones acerca del lanzamiento de la criptomoneda.
En enero de 2020 la organización aclaró que Gram "no es una inversión" y que obtener uno de ellos "no significa que posee una pieza de Telegram". Este último se debe al riesgo de reducir paulatinamente su valor monetario a una fracción. Tras el suceso, la casa de cambios Liquid canceló la mencionada preventa y devolvió el dinero a quienes reservaron con anterioridad los tokens.

## Recepción
La criptomoneda recibió apoyo de empresas para acelerar la cantidad de procesos por minutos. Entre ellos está Wirecard en un comunicado de prensa de abril de 2019. En enero de 2020 se incorporaron Gett y Farfetch para considerar a Gram como medio de pago. También se unieron a la iniciativa la Blockchain Association.
Sin embargo, Gram fue recibido con escepticismo por su secretismo y su relación al terrorismo. Un reporte de Middle East Media Research Institutes advierte que la criptodivisa tendría potencial en organizaciones terroristas y recomendaron tomar medidas al igual que la aplicación de mensajería. La asociación rusa AZAPI pidió a la SEC detener el lanzamiento de la criptomoneda por temor a facilitar el mercado negro de libros piratas.

### Reclamación por el nombre Gram
En abril de 2018, Telegram consiguió reclamar el nombre Gram por empresa matriz Telegram Messenger Inc. en la Unión Europea y los Estados Unidos. Sin embargo, en junio de ese año denunció a Lantah LLC por apropiación ilícita de la marca en la Oficina de Patentes y Marcas de Estados Unidos para crear su sistema con el mencionado nombre. El suceso no prosperó tras abandonar la marca Gram en septiembre de 2020. En noviembre de 2020 la justicia obligó al demandante a pagar más de seiscientos mil dólares en costos por honorarios.